# Velvet (альбом Адама Ламберта)
Velvet (стилизованно пишется заглавными буквами) — четвёртый студийный альбом американского певца Адама Ламберта, выпущенный 20 марта 2020 года лейблами More Is More и Empire Distribution. В поддержку альбома выходили синглы «Feel Something», «New Eyes», «Comin in Hot», «Superpower» и «Roses», в то же время все треки уже появлялись на EP Velvet: Side A 2019 года. На 18, 19, 22, 24 и 25 апреля 2020 года были запланированы концерты в поддержку альбома в the Venetian Las Vegas, которые были отменены из-за эпидемии коронавируса, европейский тур был перенесён с августа на сентябрь 2020 года.

## Создание
Адам Ламберт описывал альбом как «тринадцать изящных номеров, чтобы поймать атмосферу».

## Реакция критики
| Совокупная оценка | Совокупная оценка |
| Источник          | Оценка            |
| ----------------- | ----------------- |
| Metacritic        | 84/100            |
| Оценки критиков   |                   |
| Источник          | Оценка            |
| AllMusic          | [ 6 ]             |
| Clash             | 8/10              |

Журналист Idolator Майк Васс описал звучание Velvet как «дикую поездку, которая включает в себя всё от диско до глэм-рока», в то время как обозреватель Billboard Стивен Доу посчитал, что запись «продолжена в том же духе фанк-рока поздних поздних 60-х, что подпитывал его прежние релизы». Мэтт Коллар в рецензии для AllMusic назвал альбом «новым и восхитительным ретро-направлением», а также «ослепительным, сверкающим блеском упражнением в диско эре фанка, рока и соула 70-х». А. Д. Амороси из Variety похвалил пластинку, написав, что «38-летний певец идёт на что-то менее очаровательно-любовно-развлекательное и более мрачно-душевное и обворожительное, чем мы привыкли слышать от него». Также он заметил: «Адам Ламберт сделал „Velvet“ свидетельством того, что он нашёл свой путь, личный и профессиональный в том, что является его наиболее совершенной сольной работой на сегодняшний день».

## Список композиций
| №   | Название                            | Автор(ы)                                                                    | Продюсер(ы)                          | Длительность |
| --- | ----------------------------------- | --------------------------------------------------------------------------- | ------------------------------------ | ------------ |
| 1.  | «Velvet»                            | Адам Ламберт, Busbee, Джереми Дюссолье, Тим "One Love" Соммерс, Райан Дейли | Busbee, Джереми Соммерс, Райан Дейли | 2:58         |
| 2.  | «Superpower»                        | Ламберт, Томми Инглиш, Илси Джубер                                          | Томми Инглиш                         | 3:10         |
| 3.  | «Stranger You Are»                  | Адам Ламберт, Стив Букер, Кес Кросс                                         | Стив Букер                           | 2:52         |
| 4.  | «Loverboy»                          | Адам Ламберт, Томми Инглиш, Анджело Петраглиа, Gabe Simon                   | Томми Инглиш                         | 3:20         |
| 5.  | «Roses» (при участии Нила Роджерса) | Адам Ламберт, Фред Болл, Кес Кросс, Дэниел Уилсон, Палмер Рид               | Фред Болл                            | 3:49         |
| 6.  | «Closer to You»                     | Адам Ламберт, Роб Маккарди, Крис Петросино, Эйжа Уайтэйкер                  | Noise Club                           | 4:19         |
| 7.  | «Overglow»                          | Адам Ламберт, Бутч Уокер, MNEK, Эми Куней                                   | Бутч Уокер                           | 3:32         |
| 8.  | «Comin in Hot»                      | Адам Ламберт, Мишель Базз, Андре Дэвидсон, The Monarch, Кейти Перлман       | The Monarch                          | 2:48         |
| 9.  | «On the Moon»                       | Адам Ламберт, Йорген Одегард, Бритт Бёртон, Сэм Спарро, Xela                | Йорген Одегард                       | 3:58         |
| 10. | «Love Dont»                         | Адам Ламберт, Джо Джаньяк                                                   | Томми Инглиш, Джо Джаньяк            | 3:40         |
| 11. | «Ready to Run»                      | Адам Ламберт, Фред Болл, Кес Кросс                                          | Фред Болл                            | 3:09         |
| 12. | «New Eyes»                          | Адам Ламберт, Пэрис Карни, Джейми Сьерота                                   |                                      | 3:44         |
| 13. | «Feel Something»                    | Ламберт, Джош Камби, Бенедикт Корк                                          | Джош Камби                           | 5:11         |

Примечание
- «Love Dont» иногда пишется как «Love Don’t» с апострофом.

## Чарты
| Chart (2020)                       | Peak position |
| ---------------------------------- | ------------- |
| Australian Albums (ARIA)           | 8             |
| Бельгия/Фландрия (Ultratop)        | 112           |
| Бельгия/Валлония (Ultratop)        | 194           |
| Германия (Offizielle Top 100)      | 77            |
| Шотландия (Scottish Albums Chart)  | 19            |
| Spanish Albums (PROMUSICAE)        | 66            |
| Швейцария (Schweizer Hitparade)    | 67            |
| Великобритания (UK Albums Chart)   | 54            |
| США (Billboard 200)                | 89            |
| США (Billboard Independent Albums) | 10            |